# Canada 3000
Canada 3000 (полное название — Canada 3000 Airlines Inc.), — бывшая канадская чартерная авиакомпания. На момент своей деятельности это была крупнейшая чартерная авиакомпания в мире, обслуживавшая свыше 90 направлений по всему миру. В 2000 году после слияния Canadian Airlines и Air Canada Canada 3000 стала выполнять регулярные рейсы. Canada 3000 конкурировала с Air Canada, WestJet и другой чартерной авиакомпанией Air Transat. В ноябре 2001 года авиакомпания обанкротилась после резкого снижения выручки после терактов 11 сентября в США. С тех пор было предпринято несколько попыток перезапустить авиакомпанию. Штаб-квартира авиакомпании располагалась в Этобико (Торонто, провинция Онтарио).

## История

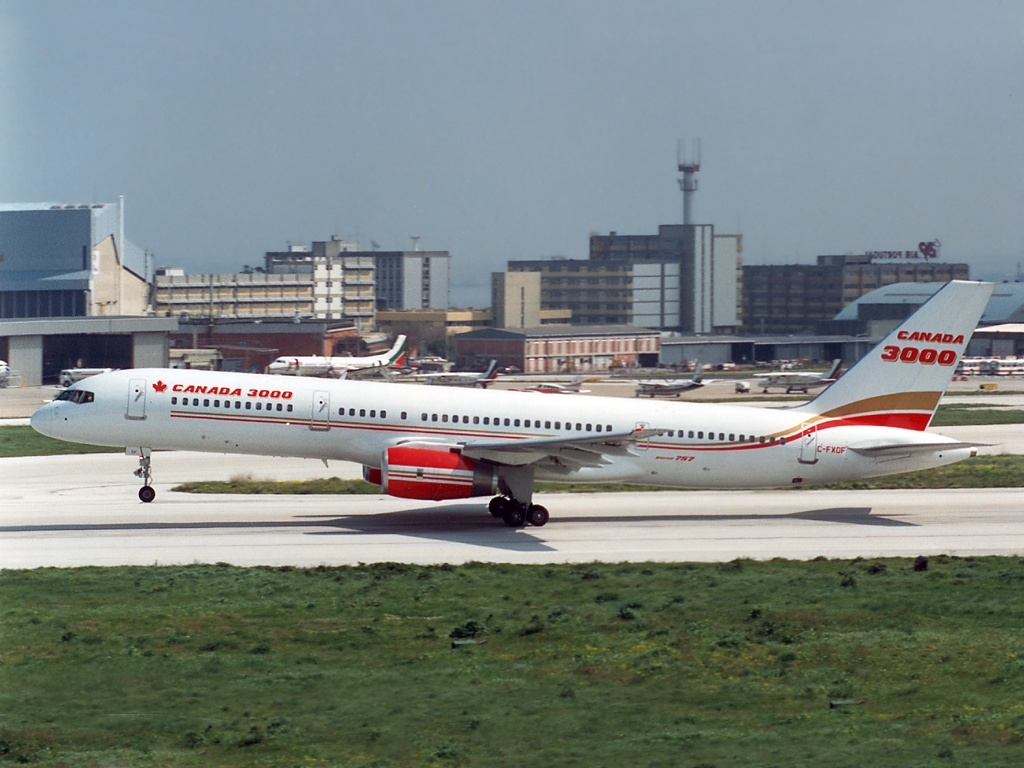
Boeing 757-200 авиакомпании Canada 3000 в аэропорту Лиссабона в 1991 году

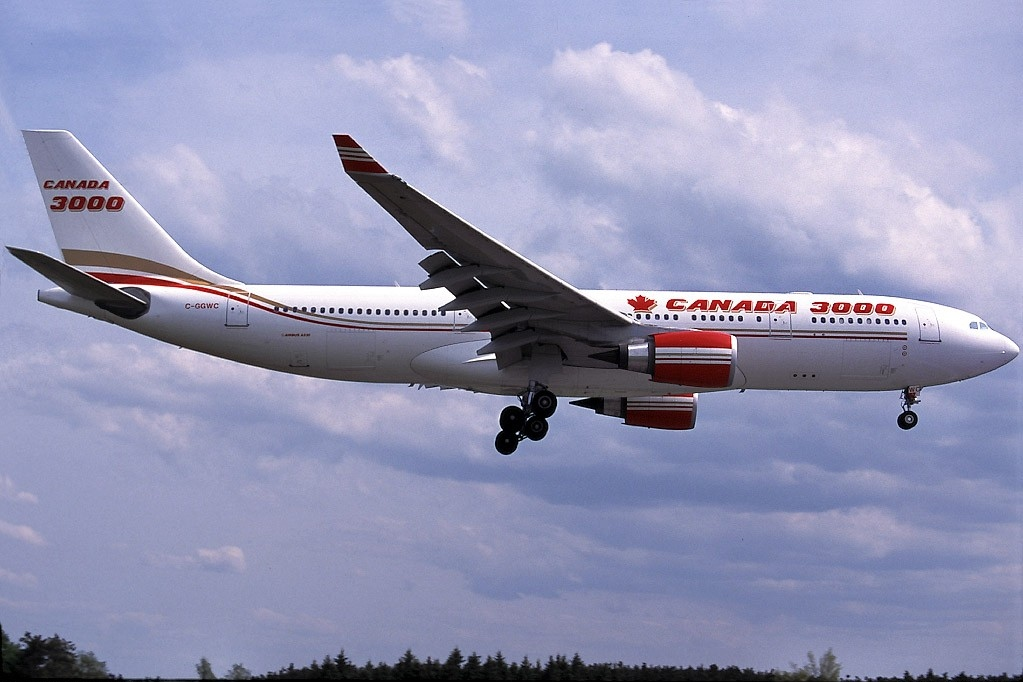
Canada 3000 в апреле 1998 года стала первым эксплуатантом Airbus A330-200

### Деятельность
Авиакомпания была создана в 1988 году британской авиакомпанией Air 2000 первоначально для чартерных перевозок, чтобы брать в лизинг некоторые из её самолётов для чартерных рейсов в Канаду. Авиакомпания получила название Air 2000 Airline Ltd. Национальное транспортное агентство (NTA) отказало авиакомпании в лицензии на осуществление полётов из-за контроля и владения британской фирмой. Air 2000 перестала быть собственником, и авиакомпания начала свою деятельность в декабре 1988 года. 1 мая 1989 года по приказу NTA авиакомпания сменила название на Canada 3000. В следующем году авиакомпания приобрела Vacationair, и в Мексике была создана дочерняя компания под названием Aerofiesta (не путать с одноименной Aero Fiesta Mexicana, которая была основана в 1993 году). После распада Wardair целью компании было стать крупнейшим чартерным перевозчиком Канады, чего она достигла в 1991 году.
По данным на лето 1997 года, авиакомпания Canada 3000 обслуживала пункты назначения в Бельгии, Дании, Англии, Фиджи, Франции, Германии, Исландии, Нидерландах, Португалии, Шотландии и США, а также Канаде.

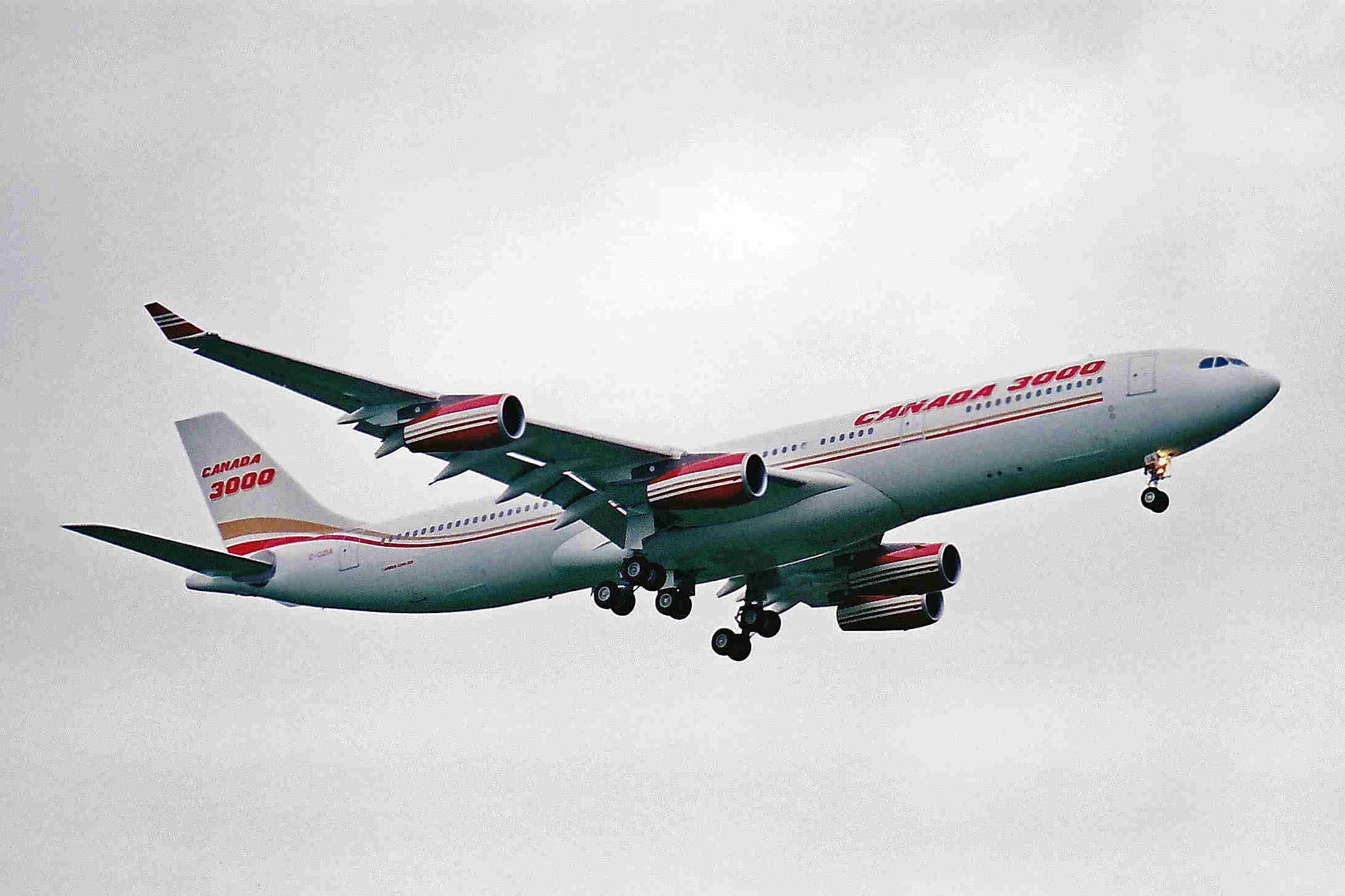
Airbus A340-300 авиакомпании Canada 3000 в аэропорту Манчестера в 2001 году

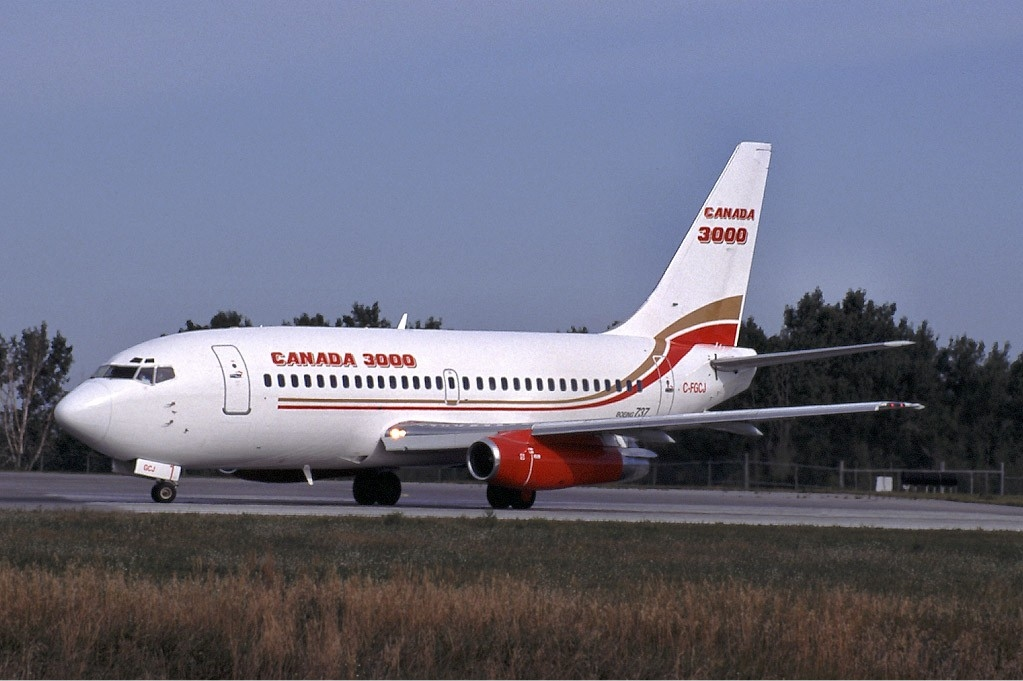
Boeing 737-200 авиакомпании Canada 3000 в международном аэропорту Оттавы Макдональд-Картье в 2001 году

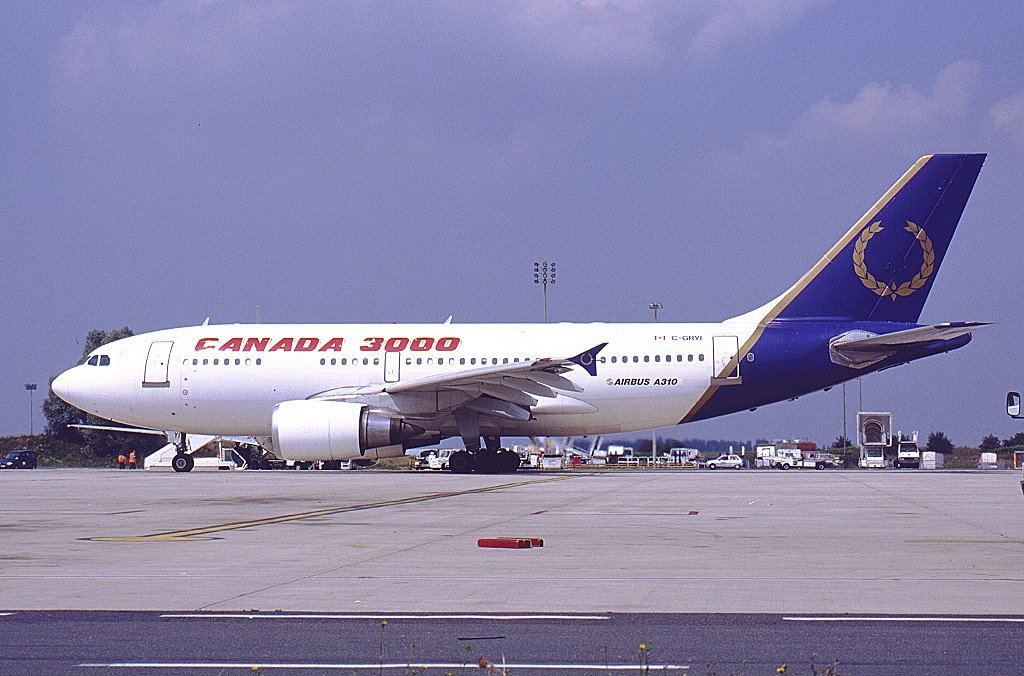
Airbus A310-300 в аэропорту Париж-Шарль де Голль в 2001 году. На нем была гибридная ливрея Canada 3000/Royal Aviation после того, как покупки последней

В 1998 году соучредитель и генеральный директор Ангус Киннер был удостоен премии Тони Яннуса за его вклад в развитие коммерческих авиаперевозок. По состоянию на 1998 год авиакомпания перевозила более 2,5 миллионов пассажиров в год и имела пункты назначения в 22 странах. В апреле 1998 года Canada 3000 стала первым заказчиком и коммерческим эксплуатантом Airbus A330-200.
В 1999 году Canada 3000 приобрела компанию Holiday Travel Consultants, базирующуюся в Ванкувере, которая стала розничным подразделением Canada 3000 под названием Canada 3000 Tickets. К моменту закрытия Canada 3000 расширила своё розничное подразделение, включив в него 40 филиалов, а также три колл-центра в Монреале, Торонто и Ванкувере.
В 2000 году Canada 3000 стала публичной компанией, и привлекла 30 миллионов долларов в ходе IPO. В январе 2001 года Canada 3000 купила чартерную авиакомпанию Royal Aviation, базирующуюся в Монреале, Квебек, за 84 миллиона долларов. Компания также приобрела грузовое подразделение Royal Aviation (Royal Cargo Airlines), переименовав его в Canada 3000 Cargo. В марте 2001 года компания также приобрела акции CanJet за 7,5 миллионов долларов. В мае 2001 года, после слияния Canadian Airlines International с Air Canada, Canada 3000 также начала выполнять регулярные рейсы. В октябре 2001 года, за месяц до своего закрытия, Canada 3000 стала первой авиакомпанией, выполняющей беспосадочные рейсы из Северной Америки в Индию.

### Закрытие
8 ноября 2001 года компания внезапно прекратила свою деятельность без предупреждения для пассажиров и сотрудников. Компания подала заявление о банкротстве, сославшись на спад в сфере авиаперевозок в течение нескольких недель после террористических актов 11 сентября в США. Флот заземлён на стоянках в различных аэропортах по всему миру, в результате чего 50 000 её клиентов не смогли воспользоваться её рейсами для обратной дороги. 10 сентября 2001 года было рекордным днём покупок билетов, но в течение нескольких дней число авиарейсов сократилось на 50 %. Авиакомпания получила гарантию по кредиту в размере 75 миллионов долларов от правительства Канады при условии подготовки «жизнеспособного бизнес-плана». К 7 ноября 2001 года долг авиакомпании составлял 260 миллионов долларов. Втайне компания обратилась в Канадский совет по труду за разрешением сократить расходы на рабочую силу на 30 %, немедленно закрыв своё грузовое подразделение. Совет не одобрил бы это без профсоюзного соглашения. Предложения профсоюза сократить 700 должностей пилотов и бортпроводников не обеспечили достаточной экономии сразу, и авиакомпания подала заявление о защите от банкротства 8 ноября, хотя планировала продолжать полеты. К концу дня власти аэропортов в Торонто и Сент-Джонсе, Ньюфаундленд, наложили арест на самолёты по решению суда, и директора компании приняли решение прекратить её деятельность.
После банкротства грузовое подразделение Canada 3000, все ещё совершавшая рейсы, была продана и преобразована в Cargojet Airways, которой руководил бывший исполнительный директор Canada 3000 Аджай Вирмани. В 2002 году Мишель Леблан, бывший владелец Royal Airlines, а затем директор Canada 3000, основал другую регулярную авиакомпанию Jetsgo, которая просуществовала почти три года, прежде чем она также закрылась и подала заявление о защите от банкротства 11 марта 2005 года. Генеральный директор Роберт Делюс продолжил работу в авиационном бизнесе с успешной авиакомпанией Porter Airlines, базирующуюся в аэропорту Торонто-Бишоп.
В 2005 году группа инвесторов планировала перезапустить Canada 3000 с двумя самолётами Boeing 757-200.

## Флот

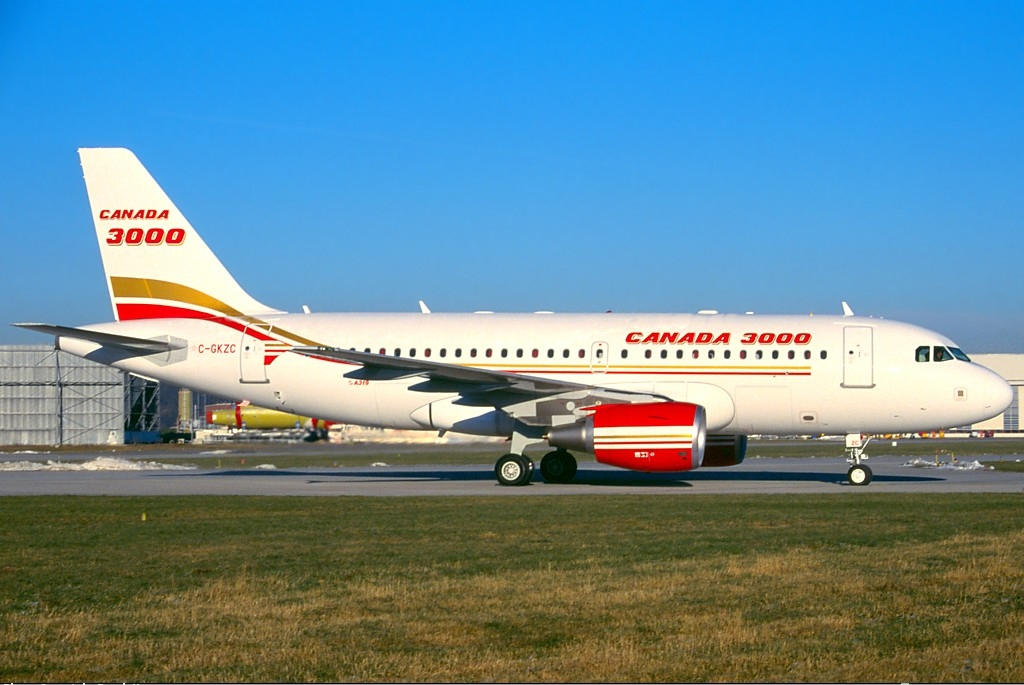
Airbus A319-100 авиакомпании Canada 300 в аэропорту Гамбурга в 2002 году

Canada 300 эксплуатировал следующие типы самолётов:
| Тип             | К. | Ввод | Вывод | Примечания                   |
| --------------- | -- | ---- | ----- | ---------------------------- |
| Airbus A310-300 | 4  | 2001 | 2001  | Взяты у Royal Aviation       |
| Airbus A319-100 | 1  | 2001 | 2001  | Переданы Skyservice Airlines |
| Airbus A320-200 | 10 | 1993 | 2001  |                              |
| Airbus A330-200 | 4  | 1998 | 2001  |                              |
| Airbus A340-300 | 1  | 2001 | 2001  | Переданы Air Tahiti Nui      |
| Boeing 737-200  | 17 | 2001 | 2001  |                              |
| Boeing 757-200  | 14 | 1990 | 2001  |                              |